# خسوس فرناندز کویادو
خسوس فرناندز کویادو (انگلیسی: Jesús Fernández Collado؛ زادهٔ ۱۱ ژوئن ۱۹۸۸) یک بازیکن فوتبال، ورزشکار، و دروازه‌بان (فوتبال) اهل اسپانیا است.
وی سابقه عضویت در باشگاه‌های نومانسیا، رئال مادرید و لوانته را دارد.